# Río Turgay
El río Turgay o Turgai (del ruso: Тургай) es un río en el valle de Turgai en Kazajistán. Su longitud es de 825 km y su cuenca tiene una superficie de 157 000 km². Su caudal medio es de alrededor de 9 m³/s. El río forma el valle del Turgay. El río Turgai desaparece en la depresión de Shalkarteniz.
Está compuesto de basalto erosionado tectónico, en el noroeste de Kazajistán, entre los montes Urales y las montañas Mugodzhar, al oeste, y las estepas del Kazakh, al este. Al norte, estepas secas (район освоения целинных и залежных земель), y semi-estepas al sur. Tiene depósitos de hierro y otros minerales.
La meseta de Turgai cruza desde el sur al norte. El Thurgau Ubahan (tributario del río Tobol), al igual que todos los ríos en el valle de Turgai, tiene muchos lagos. Aquí es donde se localiza la reserva de Naurzumskyy, que conecta la llanura siberiana del oeste con las tierra bajas de Turan de las partes norteñas de Kazajistán.
Su longitud es, aproximadamente, de 630 a 800 km (de 20-75 a 300 km arriba). El valle tiene entre 125 y 300 m de profundidad.